# Combat de chiens
Le combat de chiens est une pratique consistant à faire s'affronter deux chiens entre eux. 

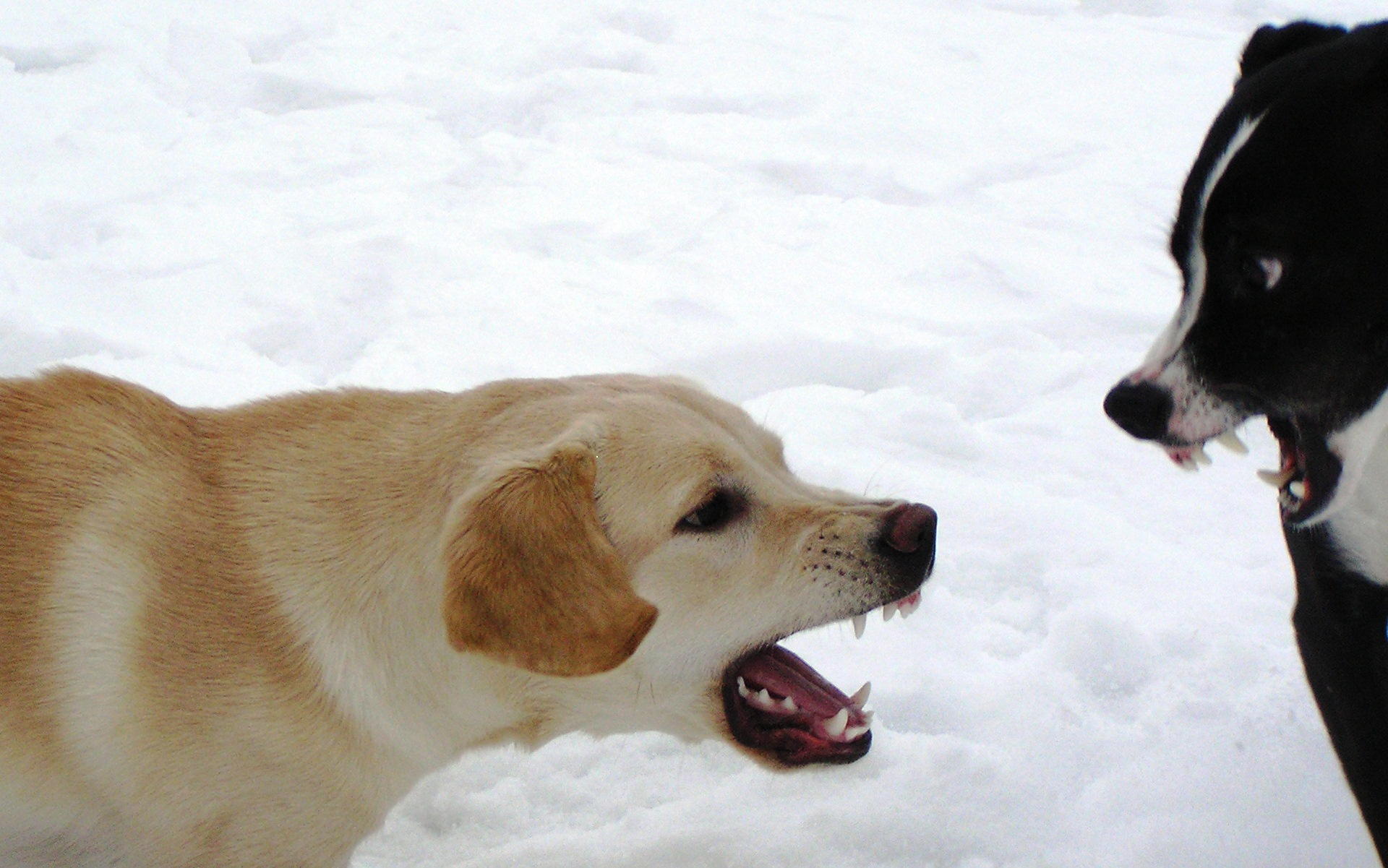
Un labrador retriever avec un border collie.

## Historique
Les combats de chiens ont derrière eux une longue histoire dans de nombreuses cultures différentes, et on peut présumer qu'ils ont existé dès le début de la domestication de l'espèce. De nombreuses races de chiens ont été élevées pour leurs qualités physiques et mentales, pour en faire de meilleurs combattants. 
Depuis l'Antiquité, des sports sanguinaires impliquant des chiens d'attaque ont existé, tout particulièrement au Colisée, dans la Rome de l'Empire romain. Cependant, à une époque plus récente, c'est avec l'Angleterre que cette pratique est le plus associée : pendant plus de six cents ans, les jeux faisant appel à des chiens y ont fleuri, pour atteindre le sommet de leur popularité au XVIe siècle. 
Aujourd'hui, les combats de chiens - illégaux ou pas - continuent à se pratiquer dans plusieurs pays du monde. 

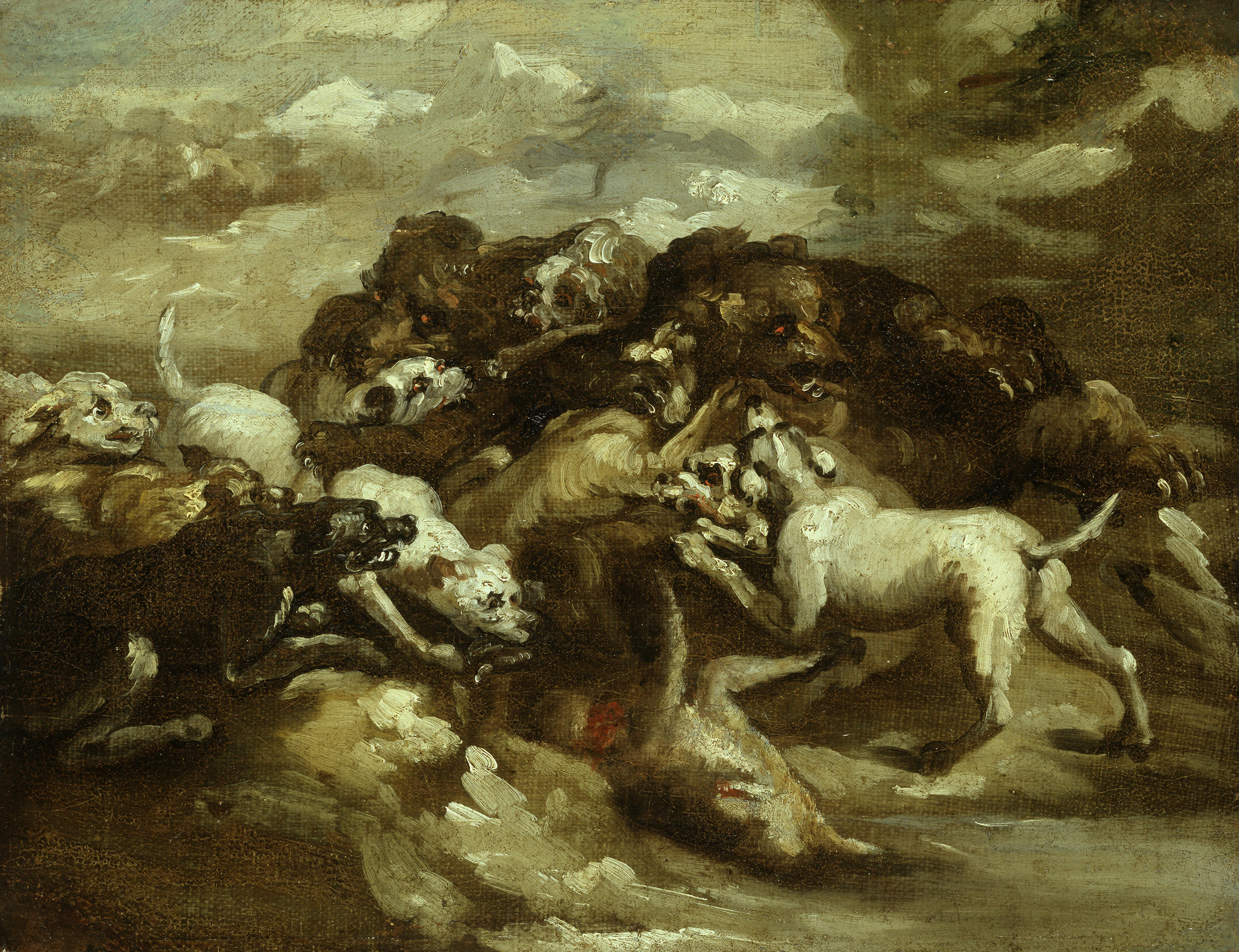
Chiens combattant un ours
Théodore Géricault, 1812-1816Collection Emil Bührle, Zürich